# Policía religiosa islámica
La Policía religiosa islámica o Escuadrón anti vicio es un batallón oficial contra el vicio que hace cumplir la observancia religiosa y la moral pública en nombre de las autoridades nacionales o regionales sobre la base de su interpretación del libro religioso que es denominado Sharía. La práctica generalmente se justifica con referencia a la doctrina de Hisbah, que se basa en el mandato coránico de ordenar el bien y prohibir el mal, y se refiere específicamente al deber de los musulmanes de promover la rectitud moral e intervenir cuando otro musulmán actúa incorrectamente. En el Islam premoderno, su implementación legal se confiaba a un funcionario público llamado muhtasib que es un inspector de mercado, quien estaba encargado de prevenir el fraude, la alteración del orden público y las infracciones contra la moral pública. La oficina fue revivida en Arabia Saudita y luego instituida como un comité policial, con la ayuda de una fuerza voluntaria enfocada en hacer cumplir la observancia religiosa. Más tarde aparecieron instituciones similares en varios otros países y regiones. Los poderes y responsabilidades de la policía religiosa islámica han variado de un país a otro, y estos últimos comúnmente incluyen la aplicación del código de vestimenta islámico y la asistencia a la oración, así como la prevención del consumo de alcohol y la exhibición pública de cariño.

## Historia
La doctrina clásica de hisbah, asociada con el mandato coránico de imponer el bien y prohibir el mal, se refiere al deber de los musulmanes de promover la rectitud moral e intervenir cuando otro musulmán actúa incorrectamente. Históricamente, su implementación legal fue encomendada a un funcionario público llamado "muhtasib" (inspector de mercado), quien estaba encargado de prevenir el fraude, la alteración del orden público y las infracciones a la moral pública. Esta oficina desapareció en la era moderna en todo el mundo musulmán, incluida Arabia, pero fue revivida por el primer estado saudí (1745-1818) y continuó desempeñando un papel en el segundo (1823-1887), debido a su importancia dentro de Doctrina wahabísta. Bajo el tercer estado saudí, los seguidores más celosos de Ibn Sa'ud fueron designados como "muhtasibs", pero su severidad causó conflictos con la población local y los peregrinos extranjeros. En respuesta, se establecieron comités en Riad y La Meca en 1932 para controlar sus excesos. En 1976 los comités se unieron bajo un funcionario de rango ministerial, actuando bajo el mando real directo. El Comité para la Promoción de la Virtud y la Prevención del Vicio unificado ha sido asistido por voluntarios, quienes hacen cumplir estrictas reglas de hiyab, asistencia a las oraciones diarias y segregación de género en lugares públicos. Con la creciente influencia internacional del wahabismo, la concepción de "hisba" como una obligación individual de vigilar la observancia religiosa se ha generalizado. Esto ha llevado a la aparición de activistas en todo el mundo que instan a sus compañeros musulmanes a observar los rituales islámicos, el código de vestimenta y otros aspectos de la Sharía, con incidentes de vigilantes en Londres (2013-2014) y Wuppertal, Alemania (2014) resultando en cargos criminales.
En Irán, la hisba fue consagrada en la constitución después de la Revolución de 1979 como un "deber universal y recíproco", que incumbe tanto al gobierno como al pueblo. Su implementación ha sido realizada por comités oficiales así como por fuerzas voluntarias paramilitares como el Basich o unidades policiales como la Patrulla de orientación. En otros lugares, el "Cuerpo Hisbah del estado de Kano" en el estado nigeriano de Kano, la Wilayatul Hisbah, en la Provincia de Aceh, en Indonesia, ha llevado a cabo la vigilancia de diversas interpretaciones de la moral pública basada en la Sharía, por el Comité para la propagación de la virtud y la prevención del vicio en la Franja de Gaza, por los talibanes durante su gobierno de 1996-2001 en Afganistán, así como por otros grupos.

## Por país

### Afganistán

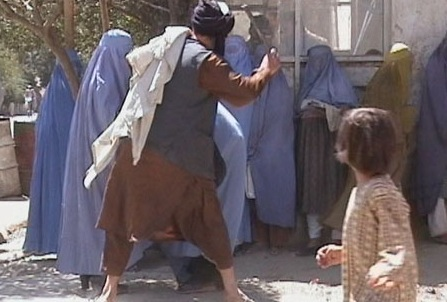
Un policía religioso golpea a una mujer por quitarse su burka en público, Kabul, 2001.

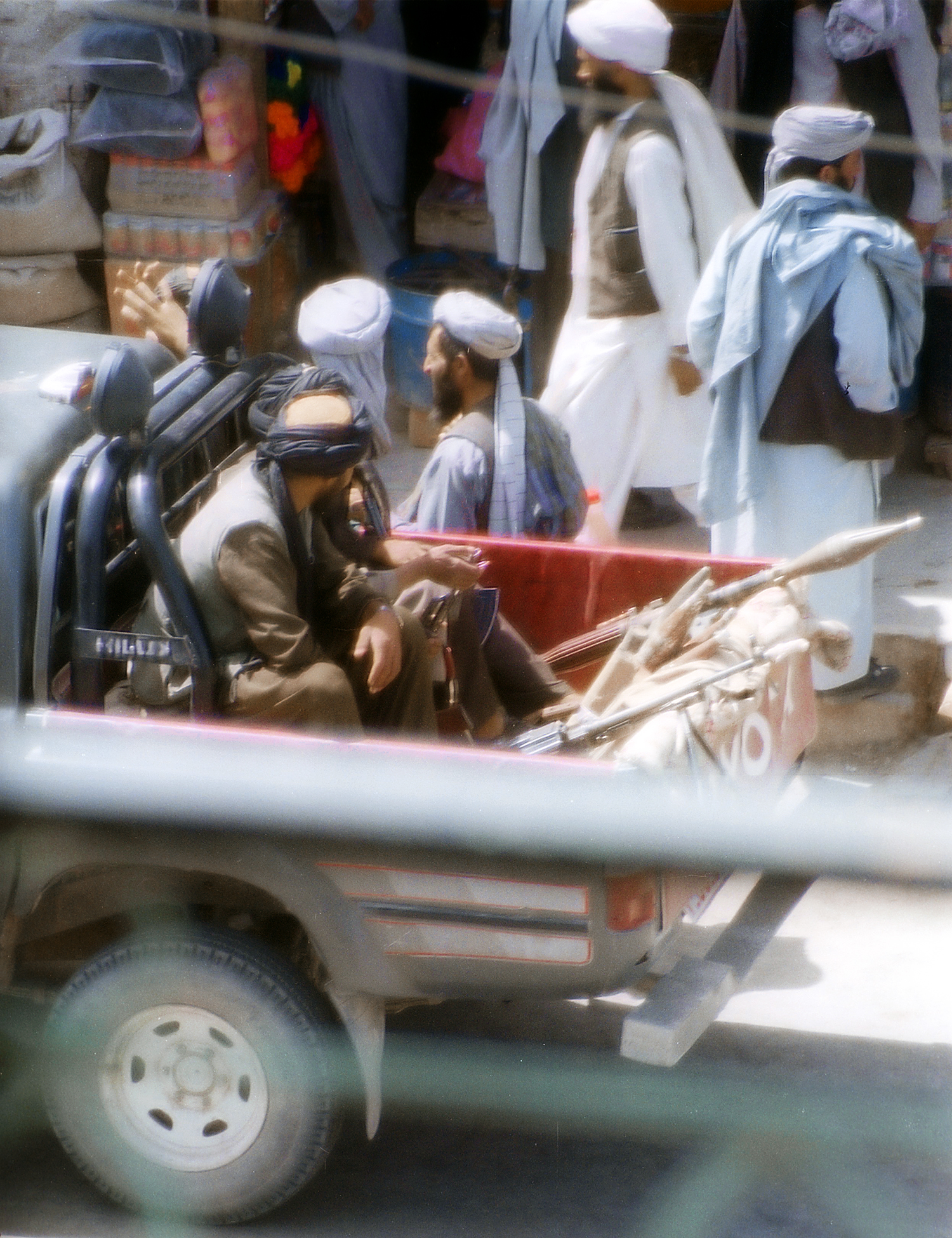
policías talibanes en una camioneta patrullando una calle en la ciudad de Herat, en julio de 2001.

El Comité de Afganistán para la Propagación de la Virtud y la Prevención del Vicio fue instituido por primera vez por el régimen del presidente Burhanuddin Rabbani en 1992 y adoptado por los talibanes cuando tomaron el poder en 1996. El departamento de los talibanes se inspiró en una organización similar en Arabia Saudita. Se cerró cuando los talibanes fueron derrocados en 2001, pero el Presidente del Tribunal Supremo de la Corte Suprema de Afganistán lo restableció en 2003. En 2006, el régimen de Hamid Karzai presentó un proyecto de ley para crear un nuevo departamento, dependiente del Ministerio de Hajj y Asuntos Religiosos, dedicado a la "Promoción de Virtud y prevención del vicio".

### Irán

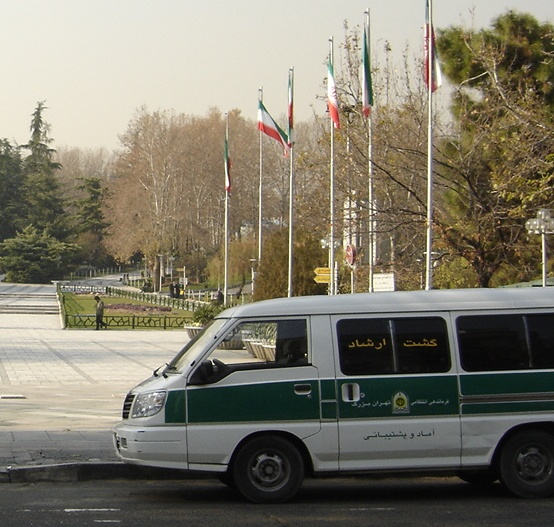
Una patrulla de orientación estacionada frente al Parke Mellat, en la ciudad de Teherán.

La Patrulla de orientación (en persa: گشت ارشاد‎,' Gašt-e Eršād) fueron la principal policía religiosa islámica, o unidad para la prevención del vicio y la promoción de la virtud, de la Fuerza Disciplinaria de la República Islámica de Irán. Se estableció en el año 2005, sucediendo a instituciones de naturaleza similar anteriormente desaparecidas, Su misión era imponer códigos de vestimenta islámicos y normas de conducta en público, en particular con respecto al uso del hijab de las mujeres, pero también de algunos hombres, a quienes se consideraba que vestían de manera inapropiada según el código de vestimenta islámico. Además, la patrulla también hacía cumplir los códigos de conducta islámicos en público, como evitar la mezcla de hombres y mujeres no emparentados sin un tutor masculino para este último, y prevenir otros tipos de comportamiento que no son islámicos. Ha sido visto como un flagelo por las mujeres urbanas, en particular las de los círculos más ricos de la sociedad iraní, que intentaban traspasar los límites del código de vestimenta. Durante su mandato, el expresidente Hassan Rouhani expresó su oposición a la Patrulla Orientadora, aunque ésta ya no estaba bajo su jurisdicción constitucional.

### Malasia
La autoridad religiosa de Malasia, conocida como Departamento Religioso Islámico de los Territorios Federales (JAWI), hace cumplir las normas religiosas. Su jefe de aplicación es Wan Jaafar Wan Ahmad. Los delitos punibles incluyen  khalwat , el delito de estar cerca de cualquier miembro prohibido del sexo opuesto. El adulterio también es un delito y puede dar lugar a hasta dos años de prisión. Según los periódicos locales, la policía moral ha detenido a cientos de parejas. Otros delitos incluyen sexo extramatrimonial, consumo de alcohol, no ayunar durante el Ramadán y no visitar la mezquita durante la oración del viernes. El departamento también castiga a los musulmanes homosexuales. La policía moral malaya a menudo es acusada de sobrepasar su mandato, con confusión legal como resultado de jurisdicciones superpuestas y ambiguamente definidas de leyes seculares y basadas en la sharia.

### Nigeria
El Cuerpo Hisbah del estado de Kano es una fuerza policial religiosa en el estado de Kano, en el norte de Nigeria, responsable de la aplicación de la sharia. Fue establecido por el gobierno estatal en 2003 con la institucionalización de las unidades de seguridad hisbah que antes eran locales y mantenidas de forma privada. Opera bajo la jurisdicción de una Junta de Hisbah compuesta por funcionarios gubernamentales, policías laicos y líderes religiosos, y está altamente descentralizada con unidades locales supervisadas por comités compuestos por funcionarios y ciudadanos de las comunidades en las que operan. El cuerpo "Hisbah" no tiene autoridad para ejecutar detenciones y solo puede portar armas no letales para la defensa propia. Se espera que los agentes de Hisbah que observen violaciones de la sharia alertarán a la Fuerza de Policía de Nigeria. Los deberes del cuerpo Hisbah incluyen arbitrar disputas de forma voluntaria, castigar verbalmente a los violadores de la Sharia y mantener el orden público en las celebraciones religiosas. Los Hisbah también está capacitado para ayudar con operaciones de respuesta a desastres. El cuerpo Hisbah ha tenido una relación contenciosa con la policía, y este último se niega con frecuencia a cooperar en la aplicación de la ley religiosa, y en múltiples ocasiones arresta a miembros de Hisbah por traspasar la propiedad privada.
Algunos observadores han comparado las actividades de hisbah en Nigeria con los grupos parapoliciales que han operado en otras partes del país, en parte sobre la base de la tradición local y en parte como respuesta a fallas de la policía. Sin embargo, en 2004, Human Rights Watch no tenía conocimiento de los asesinatos cometidos por miembros de hisbah, a diferencia de otros grupos parapoliciales como los Bakassi Boys en el sureste y el Congreso Popular de Oodua en el suroeste del país, que han cometido numerosas ejecuciones extrajudiciales y otros abusos.

### Arabia Saudita
El Comité para la Promoción de la Virtud y la Prevención del Vicio, también conocido como muttawa o mutaween con otros nombres similares, tiene la tarea de hacer cumplir las normas islámicas conservadoras de comportamiento público, según lo definen las autoridades sauditas. Supervisan la observancia del código de vestimenta, la segregación de género en los espacios públicos y se aseguran de que las tiendas estén cerradas durante los tiempos de oración. La institución ha encontrado apoyo general entre las corrientes conservadoras de la opinión pública, aunque no es del agrado de los liberales y los jóvenes.
En algunos incidentes, la policía religiosa saudita fue ampliamente condenada en el país, incluidos casos de allanamiento de morada en hogares privados bajo sospecha de comportamiento ilícito. Quizás el incidente más grave y ampliamente criticado por el que se les culpó ocurrió el 11 de marzo de 2002, cuando fueron acusadas de impedir que las alumnas escaparan de una escuela en llamas en La Meca, porque las niñas no llevaban pañuelos en la cabeza ni abayas (túnicas negras), y no iban acompañadas de un tutor masculino. Los bomberos que llegaron para ayudar también eran varones. Quince niñas murieron y cincuenta resultaron heridas en el incendio. Siguieron críticas públicas generalizadas, tanto a nivel internacional como dentro de Arabia Saudita. Los Mutaween también han sido criticados o ridiculizados por el uso de la flagelación para castigar ciertas fechorías, sin embargo, la Corte Suprema de Arabia Saudita puso fin al castigo de la flagelación en 2020. El Mutaween es también responsable de prohibir los regalos del Día de San Valentín, arrestar a sacerdotes por dar misa, y estar atendido por "ex convictos cuya única calificación laboral era que habían memorizado el Corán para reducir sus sentencias".
En el marco del programa saudí Saudi Vision 2030, el príncipe heredero Mohamed bin Salmán ha introducido varias reformas en la policía religiosa, así como libertades extendidas para las mujeres: la policía religiosa solo puede trabajar durante el horario de oficina, no puede detener ni realizar arrestos, y solo puede presentar informa a las autoridades civiles. Además, los Mutaween ya no pueden restringir a las mujeres a conducir, ni pueden prohibir que las mujeres asistan a eventos deportivos.

### Sudán
La Policía de Servicio Comunitario actúa como policía religiosa sudanesa. Originalmente llamada Policía de Orden Público, la agencia de ejecución fue establecida en 1993 por el presidente Omar al-Bashir. La Ley de Orden Público fue iniciada por el gobierno sudanés en el Estado de Jartum en 1992 y luego se aplicó a todos los estados. El nombre fue cambiado en 2006. La Policía de Servicio Comunitario está a cargo de hacer cumplir las regulaciones sobre ciertos comportamientos personales, incluyendo vestimenta indecente, consumo de alcohol, actos ofensivos y seducción, entre otros. En junio de 2015, 10 estudiantes mujeres fueron acusadas de "vestido indecente" después de salir de su iglesia. Todas las mujeres vestían camisas de manga larga y faldas o pantalones. En diciembre de 2017, 24 mujeres fueron arrestadas en una reunión privada por usar pantalones. Posteriormente fueron puestos en libertad. El castigo puede incluir la flagelación y el pago de multas. El Tribunal de Orden Público, que se ocupa de estos casos, es un sistema judicial paralelo que ejerce juicios sumarios. Muchos sudaneses resienten la actividad de la policía religiosa por considerarla opresiva y arbitrariamente intrusiva, aunque cuenta con el apoyo de salafistas y otros conservadores religiosos.

## Otras lecturas
- Cordesman, Anthony H. (2003). Saudi Arabia Enters the Twenty-first Century: The military and international security dimensions 1. Westport, Connecticut: Praeger Publishers. ISBN 978-0275980917.